# Stenacidia
Stenacidia är ett släkte av urinsekter. Stenacidia ingår i familjen Sminthurididae.
Släktet innehåller bara arten Stenacidia violacea.